# Championnats du Kosovo de cyclisme sur route
Les championnats du Kosovo de cyclisme sur route sont organisés tous les ans.

## Hommes

### Podiums de la course en ligne
| Année | Vainqueur    | Deuxième          | Troisième         |
| ----- | ------------ | ----------------- | ----------------- |
| 2014  | Qëndrim Guri | Rrahim Mani       | Liridon Islami    |
| 2015  | Qëndrim Guri | Rrahim Mani       | Islami Liridon    |
| 2016  | Alban Delija | Rrahim Mani       | Qëndrim Guri      |
| 2017  | Rrahim Mani  | Migjen Beqiri     | Dragan Nikolcevic |
| 2018  | Rrahim Mani  | Egzon Misini      | Ferki Haxhiu      |
| 2019  | Blerton Nuha | Dragan Nikolcevic | Rrahim Mani       |
| 2020  | Albion Ymeri | Egzon Misini      | Aguron Hoda       |
| 2021  | Alban Delija | Egzon Misini      | Albion Ymeri      |
| 2022  | Alban Delija | Sahit Arllati     | Valon Binakaj     |
| 2023  | Blerton Nuha | Samir Hasani      | Astrit Reçicac    |
| 2024  | Blerton Nuha | Albion Ymeri      | Edmond Sejdiu     |
| 2025  | Blerton Nuha | Albion Kastrati   | Albion Ymeri      |

Multi-titrés
- 4 : Blerton Nuha
- 3 : Alban Delija
- 2 : Qëndrim Guri, Rrahim Mani

### Podiums du contre-la-montre
| Année | Vainqueur     | Deuxième      | Troisième         |
| ----- | ------------- | ------------- | ----------------- |
| 2016  | Alban Delija  | Qëndrim Guri  | Egzon Misini      |
| 2017  | Rrahim Mani   | Migjen Beqiri | Dragan Nikolcevic |
| 2018  | Egzon Misini  | Ferki Haxhiu  | Rrahim Mani       |
| 2019  | Sahit Arllati | Blerton Nuha  | Dragan Nikolcevic |
| 2020  | Albion Ymeri  | Egzon Misini  | Sahit Arllati     |
| 2021  | Alban Delija  | Albion Ymeri  | Egzon Misini      |
| 2022  | Alban Delija  | Valon Binakaj | Sahit Arllati     |
| 2023  | Samir Hasani  | Blerton Nuha  | Alban Delija      |
| 2024  | Albion Ymeri  | Samir Hasani  | Blerton Nuha      |
| 2025  | Blerton Nuha  | Albion Ymeri  | Albion Kastrati   |

Multi-titrés
- 2 : Alban Delija

## Espoirs Hommes
| Année | Vainqueur         | Deuxième        | Troisième         |
| ----- | ----------------- | --------------- | ----------------- |
| 2016  | Bunjamin Palloshi | -               | -                 |
| 2017  | Luan Haliti       | Xhafer Muja     | Tirron Mamusha    |
| 2018  | Samir Hasani      | Gentrit Hajdari | Perparim Ibrahimi |
| 2019  | Samir Hasani      | Zani Sylhasi    | Shpirtim Berisha  |
| 2020  | Blerton Nuha      | Qëndrim Burniku | Mergim Bajrami    |
| 2021  | Blerton Nuha      | Samir Hasani    | Jetmir Hakija     |
| 2022  | Blerton Nuha      | Ivo Domgjoni    |                   |
| 2023  | Albion Kastrati   | Fatlum Strelli  | Ivo Domgjoni      |
| 2024  | Albion Kastrati   | Jetgzon Xakli   | Genc Isufi        |
| 2025  | Jetgzon Xakli     | Genc Isufi      |                   |

| Année | Vainqueur       | Deuxième          | Troisième         |
| ----- | --------------- | ----------------- | ----------------- |
| 2016  | Egzon Misini    | Bunjamin Palloshi | Përparim Ibrahimi |
| 2017  | Luan Haliti     | Shpirtim Berisha  | Tirron Mamusha    |
| 2018  | Samir Hasani    | Perparim Ibrahimi | Gentrit Hajdari   |
| 2019  | Zani Sylhasi    | Samir Hasani      | Shpirtim Berisha  |
| 2020  | Blerton Nuha    | Qëndrim Burniku   | Jetmir Hakija     |
| 2021  | Blerton Nuha    | Samir Hasani      | Ivo Domgjoni      |
| 2022  | Blerton Nuha    | Ivo Domgjoni      | Granit Krasniqi   |
| 2023  | Albion Kastrati | Ivo Domgjoni      | Blerton Neziraj   |
| 2024  | Albion Kastrati | Jetgzon Xakli     | Genc Isufi        |
| 2025  | Genc Isufi      | Jetgzon Xakli     | Ivo Domgjoni      |

## Juniors Hommes
| Année | Vainqueur         | Deuxième       | Troisième       |
| ----- | ----------------- | -------------- | --------------- |
| 2016  | Samir Hasani      | Ibrahim Boduri | Eron Begiqi     |
| 2017  | Ibrahim Boduri    | Blerton Nuha   | Samir Hasani    |
| 2018  | Blerton Nuha      | Zani Sylhasi   | Adnan Haradini  |
| 2019  | Fomenik Domgjoni  | Ilir Muja      | Qendrim Burniku |
| 2020  | Berat Qela        |                |                 |
| 2021  | Granit Krasniqi   |                |                 |
| 2022  | Pashtrik Krasniqi | Albert Tahiri  |                 |
| 2023  | Jetgzon Xakli     |                |                 |
| 2024  | Visar Nuhaj       |                |                 |
| 2025  | Festim Kurti      | Visar Nuhaj    |                 |

| Année | Vainqueur         | Deuxième         | Troisième        |
| ----- | ----------------- | ---------------- | ---------------- |
| 2016  | Blerton Nuha      | Leart Jashari    | Ibrahim Boduri   |
| 2017  | Zani Sylhasi      | Samir Hasani     | Blerton Nuha     |
| 2018  | Zani Sylhasi      | Blerton Nuha     | Fomenik Domgjoni |
| 2019  | Qendrim Burniku   | Ilir Muja        | Ognjen Petkovic  |
| 2020  | Berat Qela        | Besjan Krasniqi  | Ognjen Petkovic  |
| 2021  | Granit Krasniqi   | Berat Qela       | Rigon Suka       |
| 2022  | Pashtrik Krasniqi | Venis Selmani    |                  |
| 2023  | Jetgzon Xakli     | Arsim Keqa       |                  |
| 2024  | Visar Nuhaj       | Florian Krasniqi | Arsim Kepa       |
| 2025  | Festim Kurti      | Visar Nuhaj      | Erblin Reshani   |